# Pègu Myit
Pègu Myit (birm. ပဲခူးမြစ်; ang. Bago River) – rzeka w południowej Mjanmie, przepływająca przez Pegu i Rangun. Źródła znajdują się na wzgórzach Pegu, wpada do rzeki Myitmaka. 
W 1608 roku portugalski podróżnik Filipe de Brito e Nicote splądrował Szwedagon, skąd ukradł Wielki Dzwon Dhammazediego w celu przetopienia go na działa. W trakcie transportu przez rzekę Pègu dzwon wpadł jednak do wody. Do tej pory nie udało się go wydobyć.